# Francisco Carneiro
Francisco Aguiar Carneiro (Sobral, 5 de setembro de 1922 – Brasília, 7 de fevereiro de 1994) foi um servidor público, engenheiro civil, engenheiro eletrotécnico, professor, empresário, matemático e político brasileiro que foi deputado federal pelo Distrito Federal.

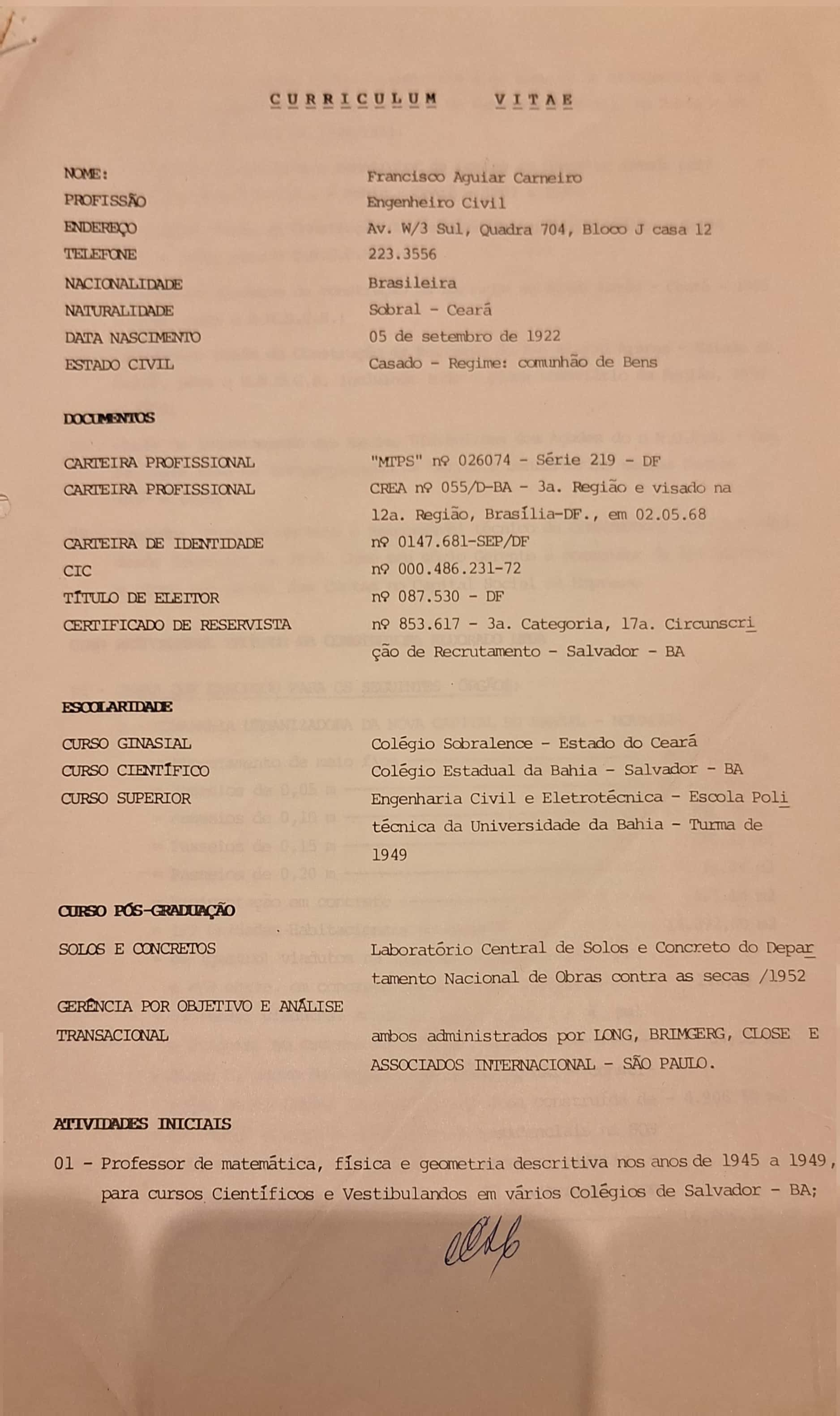
Currículo de Francisco Aguiar Carneiro

## Biografia
Filho de José Carneiro de Vasconcelos e Maria Corcira de Aguiar. Formou-se em Engenharia Civil, na Escola Politécnica de Salvador, na Universidade Federal da Bahia (UFBA), enquanto lecionava Física e Matemática no Colégio Marista Patamares. Trabalhou junto à Rede Ferroviária Federal S.A. (RFFSA) em Salvador de 1949 e 1951. Foi casado com Maria Ivonilde Mendes Fernandes Carneiro, com quem teve 5 filhos.
Mudou-se para Brasília em Maio de 1959, antes da inauguração da cidade, e nela fundou o Grupo Eldorado atuando no setores de venda de veículos e da Construção Civil sendo o fundador e primeiro presidente do Sindicato da Indústria da Construção Civil de Brasília. Suas obras relevantes como pioneiro foram o Clube do Exército, os viadutos da W3 Norte, diversos prédios residenciais do Plano Piloto, a pavimentação da via de acesso ao Palácio da Alvorada, o Memorial JK e a Praça dos Três Poderes - a qual foi convocado por Israel Pinheiro apenas três semanas antes da inauguração de Brasília, e terminou em tempo recorde, a poucas horas do evento de 21 de Abril. Também presidiu o Conselho Superior da Associação Comercial de Brasília por dois anos, além de membro do Lions Clube de Brasília Três Poderes.
Filiou-se ao Partido do Movimento Democrático Brasileiro (PMDB) em 1985 e conseguiu eleger-se como deputado federal constituinte pelo Distrito Federal (DF) nas eleições do mês de novembro 1985. A campanha foi voltada aos migrantes da região Nordeste do Brasil e aos candangos. Foi eleito com um pouco mais de 11 mil votos, e o único empresário eleito em Brasília. Tomou posse no dia 1 de fevereiro de 1987, quando se iniciavam os trabalhos da Assembleia Nacional Constituinte (ANC), tendo sido o primeiro parlamentar desta legislatura a usar o microfone do parlamento e a presidir uma sessão.
Em sua vida profissional, também foi fundador e primeiro presidente da Comissão Pró-Construção da Igreja de Santa Cruz, da Comissão Pró-Construção ao Memorial JK e presidente da Comissão Pró-Conclusão da catedral de Brasília.
Após promulgada a Constituição, em 5 de outubro de 1988, começou a exercer o mandato ordinário. Candidato a reeleição pelo Partido Trabalhista Renovador (PTR) em 1990, não teve sucesso em campanha, ficando de suplente. Decidiu, então, encerrar sua carreira na política, deixando a Câmara dos Deputados em janeiro de 1991, ao encerrar de sua legislatura. Faleceu vítima de assassinato em frente ao Palácio do Buriti.